# 우치코선
우치코선(일본어: 内子線)은 일본 에히메현 오즈시의 니야역부터 기타 군 우치코정의 우치코역을 잇는 시코쿠 여객철도의 철도 노선(지방 교통선)이다.

## 노선 정보
- 관할 (사업 종별) : 시코쿠 여객철도 (제 1 종 철도사업자)
- 노선 거리 (영업 거리) : 5.3km
- 궤간 : 1067mm
- 역 수 : 4 (기종점역을 포함하면 모두 우치코 선 소속)
- 복선화 구간 : 없음 (전 구간 단선)
- 전철화 구간 : 없음 (전 구간 비 전철화)
- 폐색 방식 : 단선 자동 폐색식
- 최고속도 : 110km/h

## 역 목록
| 역 번호 | 역명     | 일본어 역명 | 영업 거리 (km) | 누계 거리 (km) | 접속 노선                           | 소재지  | 소재지   |
| ------- | -------- | ----------- | -------------- | -------------- | ----------------------------------- | ------- | -------- |
| U 13    | 니야     | 新谷        | -              | 0.0            | 시코쿠 여객철도 요산선 (직통 운전)  | 오즈시  | 오즈시   |
| U 12    | 기타야마 | 喜多山      | 1.2            | 1.2            |                                     | 오즈시  | 오즈시   |
| U 11    | 이카자키 | 五十崎      | 2.5            | 3.7            |                                     | 기타 군 | 우치코정 |
| U 10    | 우치코   | 内子        | 1.6            | 5.3            | 시코쿠 여객철도 요산 선 (직통 운전) | 기타 군 | 우치코정 |